# Hadar Berglund
Hadar Erik Berglund, född 6 mars 1891 i Stockholm, död 30 oktober 1979 i Härlanda församling, Göteborgs kommun, var en svensk jurist.
Berglund blev Juris doktor 1920, och därefter docent i processrätt vid Uppsala universitet 1921, docent i rättsvetenskap vid Handelshögskolan i Göteborg 1923, samt blev professor där 1929. Från 1924 verkade han som advokat i Göteborg. Han utnämndes till hedersdoktor vid Göteborgs universitet 1976.